# Lutodrilus multivesiculatus
Lutodrilus multivesiculatus é uma espécie de invertebrado da família Lutodrilidae.
É endémica dos Estados Unidos.